# Ritratto di Barbara Pallavicino
Il Ritratto di Barbara Pallavicino è un dipinto a olio su tavola (46,5x35,2 cm) di Alessandro Araldi, databile al 1510 circa e conservato nella Galleria degli Uffizi a Firenze.

## Storia e descrizione
L'opera, che fu a lungo creduta di Piero della Francesca, si rifà ai ritratti di profilo di Bernardino Zenale e Ambrogio de Predis, a loro volta influenzati dal modello di Leonardo da Vinci. Barbara Pallavicino, probabile soggetto del dipinto, è ritratta rigidamente di profilo su sfondo scuro, abbigliata riccamente e con una certa freddezza di toni, che la fanno assomigliare all'effigie di un cammeo.

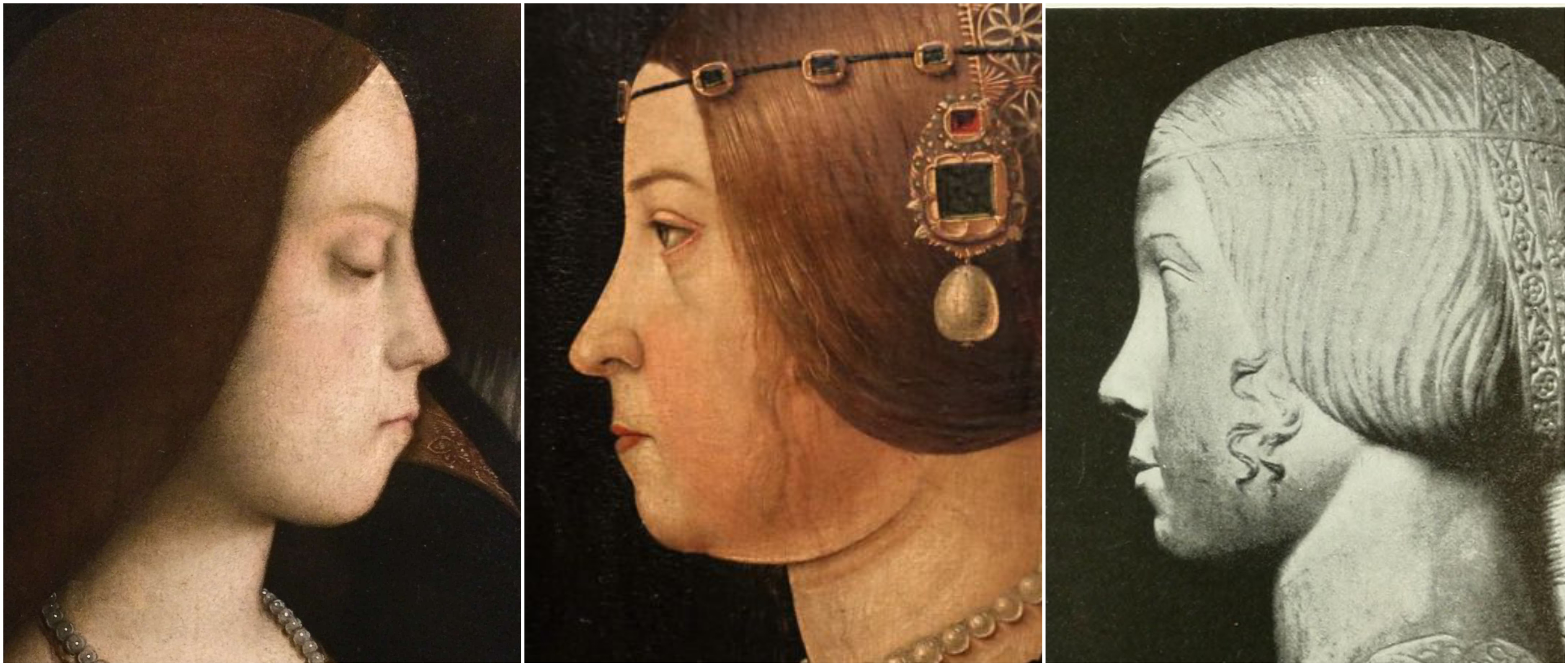
Comparazione del Ritratto di Barbara Pallavicino con quelli certi della stessa Barbara (a sinistra) e di Beatrice d'Este (a destra). Entrambe le donne sono molto somiglianti, ma la duchessa Beatrice ha lo sguardo più aperto, le labbra più piene e la curva del mento più marcata rispetto alla donna del dipinto. Con Barbara v'è viceversa una piena somiglianza.

In passato si era anche fatto il nome di Beatrice d'Este, la quale sarebbe stata ritratta all'epoca delle nozze (1491). In effetti la collana con pendente che la nobildonna indossa sembra corrispondere alla descrizione fatta dalla duchessa Eleonora d'Aragona sul dono di nozze mandato da Ludovico il Moro alla figlia: "una bella collana cum perle grosse ligate in fiori d'oro et uno bello zoglielo da atachare a dicta collana, nel quale è uno bellissimo smiraldo de grande persona, et uno balasso et una perla in forma de un pero".
Spicca l'elaborata acconciatura con la coda stretta da nastri (il "coazzone"), e la ricchezza dei gioielli, tra cui numerose perle, come quella gigantesca, a goccia, sull'orecchio. Tipico della corte milanese è il nastro sulla fronte, la cosiddetta lenza, come anche la ricchezza dell'abito, con la manica estraibile e decorata da intarsi e ricami. Anche questi ultimi dettagli, ossia l'abito e l'acconciatura, orienterebbero la datazione intorno all'ultimo decennio del XV secolo, coerentemente alla moda milanese del periodo.